# Карияи Камар
Карияи Камар (тадж. Қарияи Камар; до 2008 года — Каракамар) — село в районе Рудаки Республики Таджикистан. Входит в состав джамоата (сельской общины) Чоргултеппа.
Находится на расстоянии 1 км от районного центра (пгт. Сомониён).
Население — 1586 чел. (2017).